# ایوان ایوانف (ورزشکار سه‌گانه)
ایوان ایوانف (اوکراینی: Іван Олексійович Іванов؛ زادهٔ ۸ ژانویهٔ ۱۹۸۹) اهل اوکراین است.

## زندگی
ایوانف در گوریشنی پلاونی زاده‌شد.

## حرفه
ایوانف همچنین از سه‌گانه‌کاران بازی‌های المپیک تابستانی ۲۰۱۶ بوده‌است.